# Спасо-Преображенский собор (Новокузнецк)
Спа́со-Преображе́нский собо́р — православный храм в городе Новокузнецке Кемеровской области, кафедральный собор Новокузнецкой епархии Русской православной церкви.
Построен в XVIII веке. Вид на храм, располагавшийся на высокой береговой террасе реки Томи, открывался при подъезде к городу. Долгое время Спасо-Преображенский собор с его сорокаметровой колокольней был самым высоким сооружением Кузнецкого уезда и одним из самых высоких в Сибири. В 1935 году был разорён и закрыт. С 1988 года восстанавливается. Является центром 1 Новокузнецкого благочиния. Закладка и первый этап строительства осуществлялись иркутской артелью Почекунина при заказчике протоиерее Ефимии Викуловском. Строительство собора закончилось в 1835 году при участии его старосты автора знаменитой «Кузнецкой летописи» И. С. Конюхова. Храм возводили 43 года, это сказалось на его архитектурной стилистике, в ней присутствует классицистическая традиция. Своеобразие храма подчёркивалось обилием барочных главок. Архитектура собора по строгим пропорциям объёмов, сдержанной декоративно-пластической разработке фасадов воплощала стилистику классицизма с элементами позднего сибирского барокко.

## История

### Преображенская церковь
В 1618 году в Кузнецкий острог прибывает священник Аникудим и основывает Преображенскую часовенку для богослужений.
В 1622 году Кузнецкий острог получает статус города и герб, к этому времени на высоком береговом уступе реки Томи выстроили новый деревянный храм Преображения Господня. Выполненный в традиционном северорусском шатровом стиле — символе Московской Руси, храм был похож на многие сибирские церкви. Первым настоятелем храма стал бывший ключарь Архангельского московского собора Ивашка Иванов, в храм были доставлены иконы, ризы и Царские врата.
В 1718 году к столетнему юбилею Кузнецка Пётр I пожаловал трёхметровый деревянный крест, расписанный по его указанию верхотурским изографом Я. Лосевым. Часть этого креста хранится в Новокузнецком краеведческом музее.
В начале XVIII века храм получает статус собора. До конца XVIII века являлся главным храмом Кузнецкого округа, а с XIX века — Кузнецкого благочиния. Являясь главным храмом 14-го благочиния, собор объединял 20 приходов.

### Каменный собор
14 мая 1792 году закладывается новый каменный храм по благословению архиепископа Тобольского и Сибирского Варлаама артелью иркутского мастера Д. Почекунина. В нижнем этаже соорудили два престола — Предтечи и Крестителя Господня Иоанна и святого Николая Мирликийского, в верхнем этаже — главный престол Преображения Господня. 31 октября 1801 году оба престола нижнего этажа были освящены протоиереем Яковом Арамильским.
В 1830 году закончена каменная кладка, а летом 1831 году — отделка. Храм был освящён 5 августа 1834 году.
В 1907 году собор капитально отремонтировали, так как он обветшал и несколько пострадал от землетрясения 7 июня 1898 году — позолотили кресты, луковицы и иконостас, подновили росписи и иконы.
В декабре 1919 года собор был разорён партизанским отрядом Григория Рогова. После погрома первый этаж храма был к 1920 году отремонтирован для служб.
В 1920-е годы сведения о жизни прихода противоречивы, достоверно известно храм был захвачен «обновленцами».
В 1933 году комсомольцы во главе с бывшим командиром отряда ЧОН, председателем Кузнецкого исполкома К. Г. Воробьевым сбросили наземь многопудовые колокола.
В 1935 году храм полностью разграбили комсомольцы с КМК, они разобрали половину колокольни, сняли кресты и порушили главки.
В 1938-1939 годы в помещении разместили школу комбайнеров, а с 1940 года — хлебозавод. С середины 1950-х годов здание оказалось бесхозным. В 1960-х годах руководители города планировали превращение храма в ресторан «Старая крепость». Лишь в 1989 году, после празднования тысячелетия крещения Руси в 1988 году, на сессии горсовета было решено передать собор православной общине.
В 1989 году восстановлен приход собора, а в 1991 году в реставрируемом храме состоялось первое богослужение. Первым настоятелем собора был назначен священник Борис Борисов.

## Настоятели

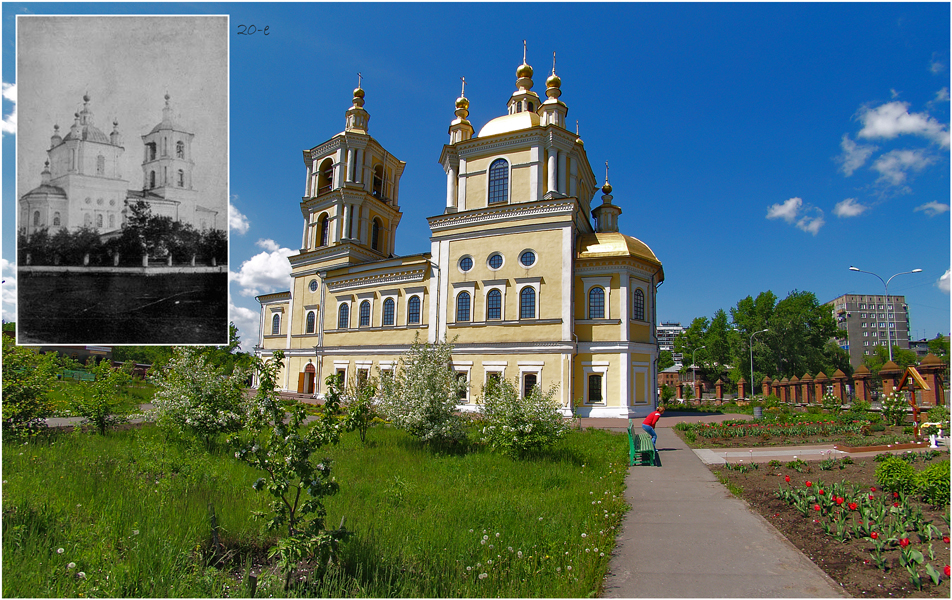
Спасо-Преображенский собор (фото 2009 г./ фото 1920-х гг.)

- С 1857 года по 1869 год — протоиерей П. Стабников
- С 1869 года по 1885 год — протоиерей З. Кротков[1]
- С 1885 года по 1887 год — протоиерей Е. И. Тюменцев, выпускник Тобольской семинарии, ученый, член-корреспондент Петербургского Императорского ботанического сада, одновременно преподаватель уездного училища и основатель церковного хора мальчиков.
- В 1890-е годы — протоиерей Н. Любимцев
- До 12 декабря 1919 года — протоиерей Виссарион Тихонович Минералов, последний благочинный собора.
- С 1935 года по 1989 год — собор не работал
- С 1989 года по 1993 год — иерей Борис Борисов.
- С 1993 года по 2006 год — протоиерей Пивоваров, Александр Иванович (1939-12 мая 2006), кандидат богословских наук, проректор Новокузнецкой духовной семинарии.
- С 2006 года—по 2010 год протоиерей Пивоваров, Владимир Александрович.
- С 2010 года по 2015 год — протоиерей Кожин Алексей Владимирович.
- С 2015 года — иеромонах Марк (Червов Алексей Игоревич)